# Alexei Sinowjewitsch Petrow
Alexei Sinowjewitsch Petrow (russisch Алексей Зиновьевич Петров, englische Transliteration Alexey Zinovievich Petrov; * 28. Oktober 1910 in Koschki, Gouvernement Samara; † 9. Mai 1972 in Kiew) war ein russischer Mathematiker und theoretischer Physiker, bekannt für seine Klassifikation von exakten Lösungen in der Allgemeinen Relativitätstheorie.

## Leben und Wirken
Petrow wurde als elftes von zwölf Kindern eines Dorfgeistlichen geboren. Er verlor früh seinen Vater und seine Mutter gab ihn mit seinem jüngeren Bruder zu einer Tante, nachdem auch noch das Wohnhaus abgebrannt war. Aus finanziellen Gründen musste er eine Ausbildung als Lehrer abbrechen und arbeitete als Zimmermann und dann 1931 mit seinem Bruder beim Bau eines Kraftwerks in Kasan, wobei er sich gleichzeitig im Selbststudium auf die Eingangsprüfungen an der Universität vorbereitete. Er studierte ab 1932 Mathematik und Physik an der Universität Kasan unter anderem bei Tschebotarjow und Schirokow, bei dem er auch sein späteres Hauptarbeitsgebiet fand, die differentialgeometrische Untersuchung von Problemen der Allgemeinen Relativitätstheorie (Theorie sogenannter Einstein-Räume). Danach arbeitete er als Lehrer, während er gleichzeitig an seiner Promotion arbeitete. 1941 kommandierte er eine Mörser-Batterie vor Moskau und konnte deshalb seinen Doktortitel erst 1943 bei einem kurzen Fronturlaub verteidigen. Im selben Jahr wurde er schwer verwundet und aus der Armee entlassen. Er unterrichtete in Kasan an der Fliegerschule und danach an der Universität.
Bekannt ist er für seine algebraische Klassifikation („Petrow-Klassifikation“) von Einstein-Räumen (das heißt des Krümmungstensors für den Fall materiefreier Einstein-Räume), die ihm 1952 bis 1954 gelang. 1957 habilitierte er sich darüber in an der Lomonossow-Universität in Moskau (russischer Doktortitel). Trotz schwerer gesundheitlicher Probleme (Myokarditis), die ihn zu langen Krankenhausaufenthalten zwangen, widmete er sich gegen ärztlichen Rat intensiv der Forschung. 1956 wurde er Professor für Geometrie in Kasan und 1960 Professor auf dem neu geschaffenen Lehrstuhl für Relativitätstheorie und Gravitationsphysik. Er vertrat das Themengebiet auch als Wissenschaftsorganisator sowohl national als auch international als Vertreter der Sowjetunion im Internationalen Komitee für Relativitätstheorie und Gravitation. 1969 wurde er in die Ukrainische Akademie der Wissenschaften gewählt und war ab 1970 Leiter der Abteilung Relativitätstheorie und Gravitation im Institut für Theoretische Physik der Akademie in Kiew. Auch dort war er häufig im Krankenhaus und starb an den Folgen einer Operation.

## Schriften
- Raum, Zeit und Materie, 1961 (russisch, populärwissenschaftlich)
- Einstein Räume, Akademie Verlag 1964 (herausgegeben von Hans-Jürgen Treder), russisches Original Moskau 1961
- Neue Methoden der Allgemeinen Relativitätstheorie, russisch, Moskau, Nauka 1966
- Klassifikation von Räumen die durch Gravitationsfelder definiert werden (russisch), Uch. Zapiski Kazan Gos. Univ. (Wissenschaftliche Abhandlungen der Staatlichen Universität Kasan), Bd. 114, 1954, S. 55–69
  - englische Übersetzung "Classification of spaces defined by gravitational fields". General Relativity and Gravitation, Bd. 22, 2000, S. 1665, auch abgedruckt in George F. R. Ellis, Malcolm A. H. MacCallum, Andrzej Krasinski (Hrsg.) Golden Oldies in General Relativity. Hidden Gems, Springer Verlag 2013, mit Biographie von Petrow von Asya Aminova